# Errol Musk
Errol Musk (Pretória, 1946) é um político, engenheiro eletromecânico, piloto, marinheiro, consultor e promotor imobiliário sul-africano aposentado que foi co-proprietário de uma mina de esmeraldas na Zâmbia, perto do Lago Tanganica. Em 1972, foi vereador do Conselho Municipal de Pretória, representando o Partido Progressista.
É pai do magnata de negócios e bilionário Elon Musk, do restaurateur Kimbal Musk e da cineasta Tosca Musk. Foi casado com Maye Musk e com Heide Musk (nascida Bezuidenhout), tendo duas filhas com a segunda - Alexandra e Rose Musk.
Seu filho Elon, que é a pessoa mais rica do mundo, o chamou de "ser humano terrível".

## Infância e Educação
Errol Musk nasceu em 1946, em Pretória, filho de Walter Henry James Musk e Cora Amelia Robinson. O seu pai era sul-africano e veterano da Segunda Guerra Mundial; a sua mãe era britânica. A sua avó foi a primeira quiroprática do Canadá.

## Carreira e Investimentos
Musk trabalhou como piloto, marinheiro, engenheiro elétrico, engenheiro mecânico, consultor e promotor imobiliário, antes de se reformar relativamente jovem.
Foi co-proprietário de uma mina de esmeraldas no Lago Tanganica, na Zâmbia, que comprou por 40.000 libras, financiando a operação ao vender um avião por 80.000 libras. Numa entrevista ao Business Insider, em 2018, Musk afirmou que, tal foi o lucro trazido pela mina, "tínhamos tanto dinheiro que nem conseguíamos fechar o nosso cofre". Em novembro de 2022, o website de verificação de factos Snopes desmentiu rumores que associavam a mina a escravatura e apartheid, que haviam surgido após um artigo publicado no The New Yorker que revelava o papel de Musk como co-proprietário da mina.
Em 1972, foi eleito vereador do Concelho Municipal de Pretória, como representante do Partido Progressista, opositor do apartheid.
Alegações de Errol Musk de que investiu na Zip2, empresa de software do seu filho Elon Musk, foram rejeitadas por este.
Em junho de 2025, Musk participou como palestrante no Fórum do Futuro 2050 em Moscou, uma conferência organizada pelo canal de televisão de extrema direita Tsargrad e seu presidente Konstantin Malofeev; os convidados também incluíam o ministro Sergey Lavrov, o economista Jeffrey Sachs e o teórico da conspiração Alex Jones.

## Vida Pessoal
Musk conheceu Maye Haldeman com 11 anos, tendo sido amigos de infância até se casarem em 1970. O casal teve três filhos: Elon Reeve Musk, nascido a 28 de junho de 1971; Kimbal Reeve Musk, nascido a 20 de setembro de 1972; e Tosca Musk, nascida a 20 de julho de 1974. A família vivia em Pretória, onde Maye trabalhava como nutricionista e modelo. Musk descreveu-se à Agence France-Presse como um pai rigoroso que criou os seus filhos com disciplina e austeridade. Após Errol se envolver em casos extraconjugais, o casal divorciou-se em 1979. Mais tarde, Maye veio a afirmar que ser vítima de violência doméstica por parte de Errol. Maye assumiu a custódia dos três filhos, embora mais tarde, Elon e Kimbal tenham ido morar com o pai.
Em 1998, Musk alvejou e matou três de seis ou sete assaltantes que invadiram a sua casa em Joanesburgo e abriram fogo ao serem detetados.
Embora tanto o The Telegraph como o Cosmopolitan tenham referido, em 2022, que Musk estava casado com Heide Bezuidenhout há 18 anos, Errol revelou no programa de rádio australiano The Kyle and Jackie O Show que o dito casamento tinha durado apenas 2 anos. Durante esse período, Musk foi pai de Alexandra e Asha e ajudou a criar Jana Bezuidenhout, filha de um relacionamento anterior de Heide. Quando do casamento, Jana tinha quatro anos e morou com o casal.
Anos mais tarde, após se separar de Heide Bezuidenhout, Musk teve dois filhos com Jana (sua ex-enteada): um filho em 2017 e uma filha em 2019. Musk descreveu o primeiro como "não planeado". Na altura do nascimento da filha, segundo o The Times, Musk tinha 72 anos e Jana Bezuidenhout tinha 30 anos. Em 2022, Musk e Jana já não viviam juntos. Musk tem um total de 7 filhos e não mantém contacto com o seu filho Elon.